# Sexdelad plan

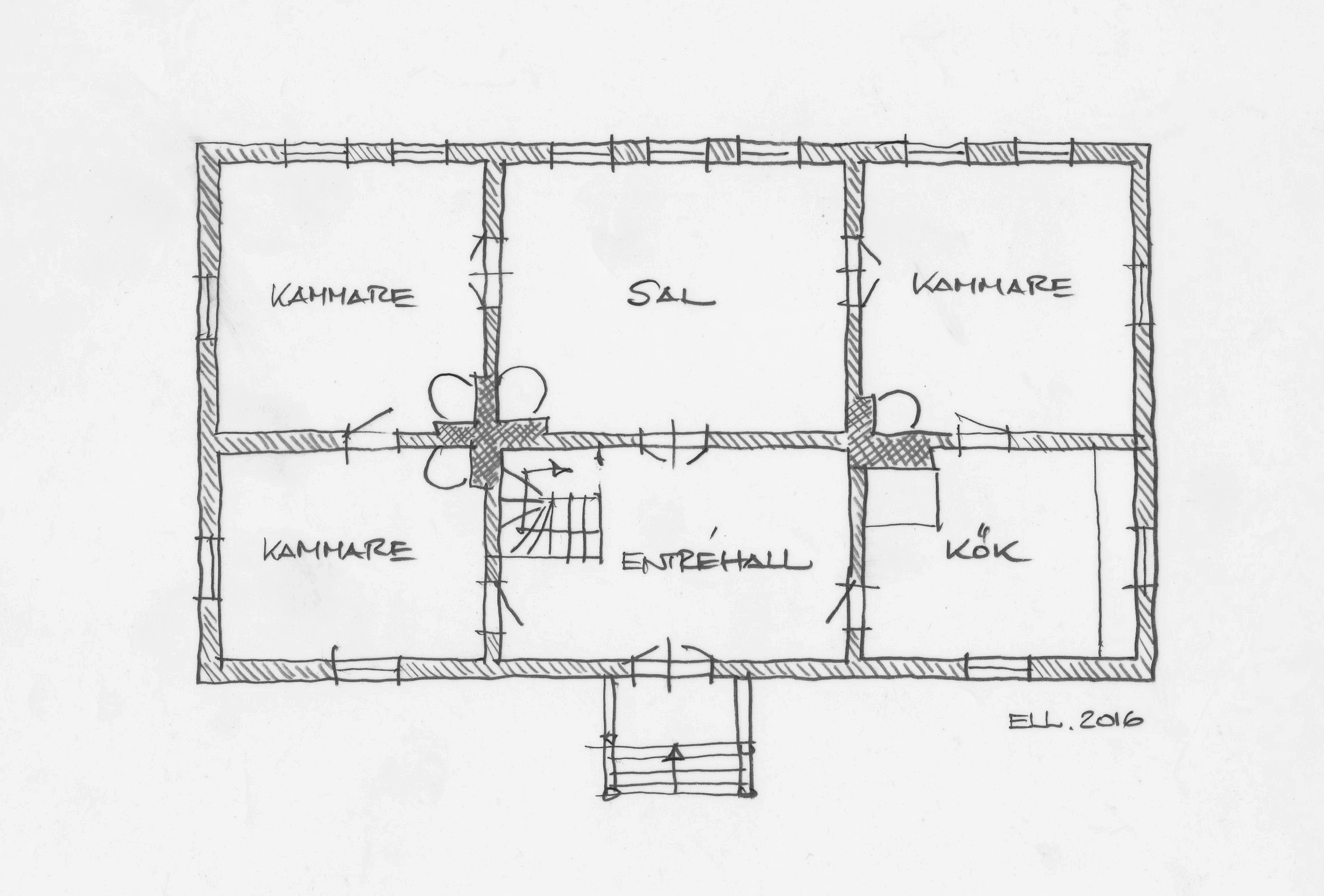
Exempel för en sexdelad plan.

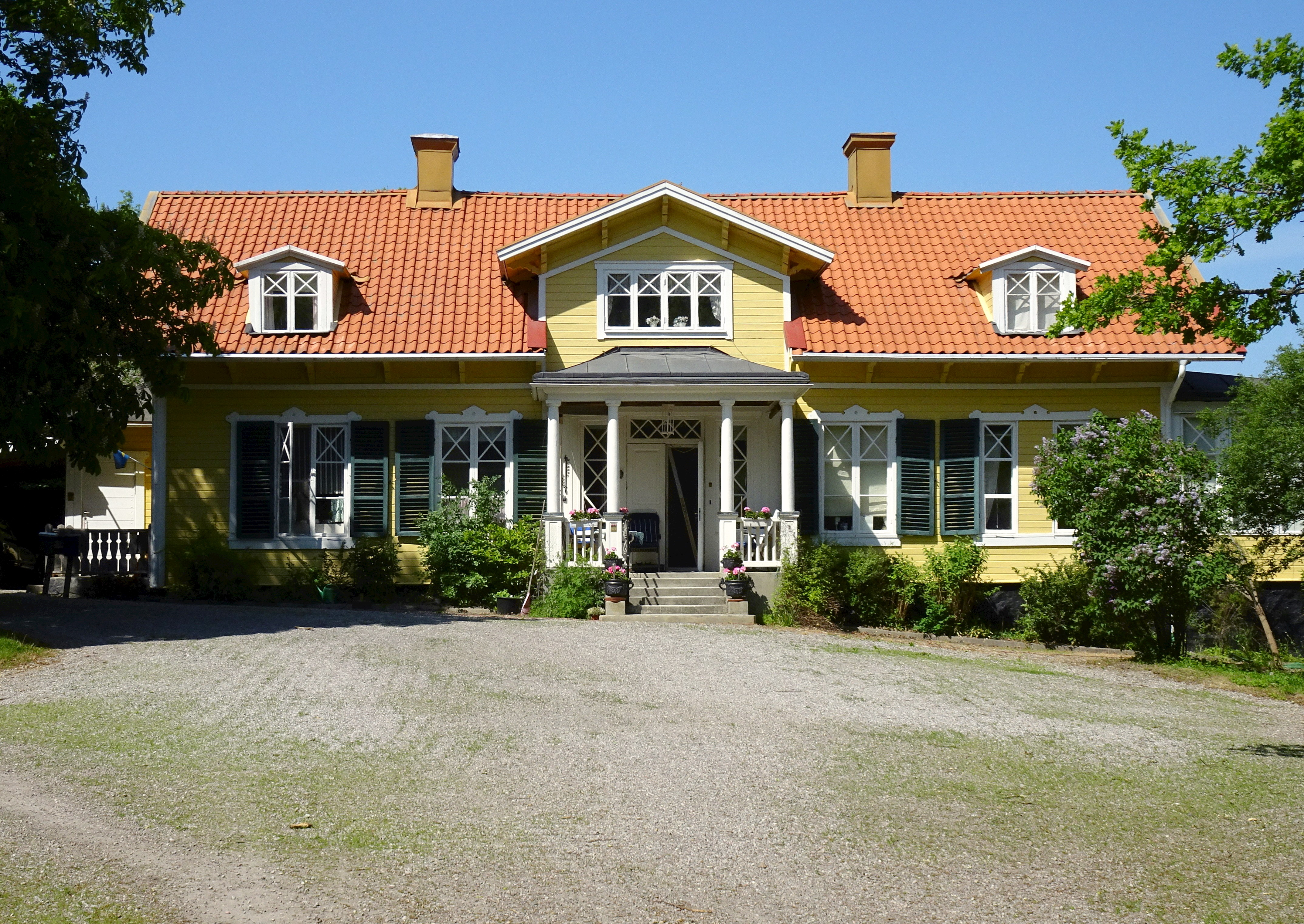
Edeby gårds huvudbyggnad på Lovön, Ekerö kommun, har en sexdelad plan.

Sexdelad plan (även kallad salsbyggnad) är en svensk hustyp som introducerades på 1600-talet och förekommer under 1700-talet på mera ståndsmässiga byggnader, exempelvis herrgårdar, prästgårdar och militära boställen. Under 1800-talet används planlösningen även för huvudbyggnaden på bondgårdar.

## Beskrivning
Den sexdelade planen utmärker sig genom att bottenvåningens rum anordnas i två filer med vardera tre rum. Salen, husets ”finrum”, placeras centralt i husets mitt och ligger i fil med två sidokamrar på vardera sida. I den andra, något smalare filen, ligger entréhallen centralt placerad med en kammare åt ena hållet och köket åt andra. I entréhallen (även kallad förstuga) leder en trappa upp till vinden respektive ner till källaren. Samtliga rum kan nås via minst två dörrar. I innerväggarnas skärningspunkt anordnas skorstenen (totalt två stycken). Där placerades eldstäderna, vanligtvis kakelugnar i rummen och i köket spisen och bakugnen. 
Genom sina dubbla rumsfiler får huset en bred gavelfasad. Entréfasaden är i regel strängt symmetrisk uppbyggd och själva entrén markeras gärna med en fronton eller en kolonnburen altan.